# 中井さくら
中井 さくら（なかい さくら、1993年3月2日 - ）は、日本の女優、モデル。島根県生まれ、広島・埼玉育ち。
ミスセブンティーン2009ファイナリスト。

## 出演

### テレビ ／ テレビ連動ドラマ
- 大河ドラマ「利家とまつ～加賀百万石物語～」(NHK／2002年)　前田家五女・与免役
- 「たべものがたり 彼女のこんだて帖」(NHK−BS／2013年)　すず子役
- 「会社は学校じゃねぇんだよ」(AbemaTV／2018年)
- 「コンフィデンスマンJP」(フジテレビ／2018年)
- 「おっさんずラブ」(EX／2018年)
- 「チア☆ダン」 (TBS／2018年)
- 「新しい王様」(TBS／2019年)
- 「おいハンサム!!」（2022年1月、東海テレビ・フジテレビ ）
- 「ヒヤマケンタロウの妊娠」（TX,NEXFLIX／2022年）　清瀬和香子役
- 「魔法のリノベ」（関西テレビ放送・フジテレビ／2022年7月） - 雪乃 役[2]
- 「闇金ウシジマくん外伝 闇金サイハラさん」（MBS・TBS／2022年）
- 「うちの弁護士は手がかかる」(フジテレビ／2023年10月) 女優役

### 広告
- コナミスポーツクラブ
- 代官山 鳳鳴館
- NEXCO中日本 東名高速道路開通 50 周年記念ポスター
- チューリッヒ 自動車保険
- グリコ アーモンド効果
- チョコラ BBジョマ・チョコラBBスパークリング
- Canon EOS C700
- USUI BRUSH
- ライフスタイルアプリ LOCARI
- サンスター Ora2 ステインクリア
- JTBウエディング沖縄
- クリニーク
- パソナキャリア -スカイダイビング編-
- 東急電鉄 グッチョイモーニング

### 映画
- 「どうしようもない恋の唄」(西海謙一郎監督／2018年)
- 「Moving」(岡元雄作監督／2018年)　マナミ役
- 「かさぶた」(片山拓監督／2020年公開予定)　白井優歌役

### 舞台
- エリア51 「ノゾミ」(2019年)　2チャン役